# Charaxes rosemariae
Charaxes rosemariae är en fjärilsart som beskrevs av Rousseau 1934. Charaxes rosemariae ingår i släktet Charaxes och familjen praktfjärilar. Inga underarter finns listade i Catalogue of Life.